# Städmaskin

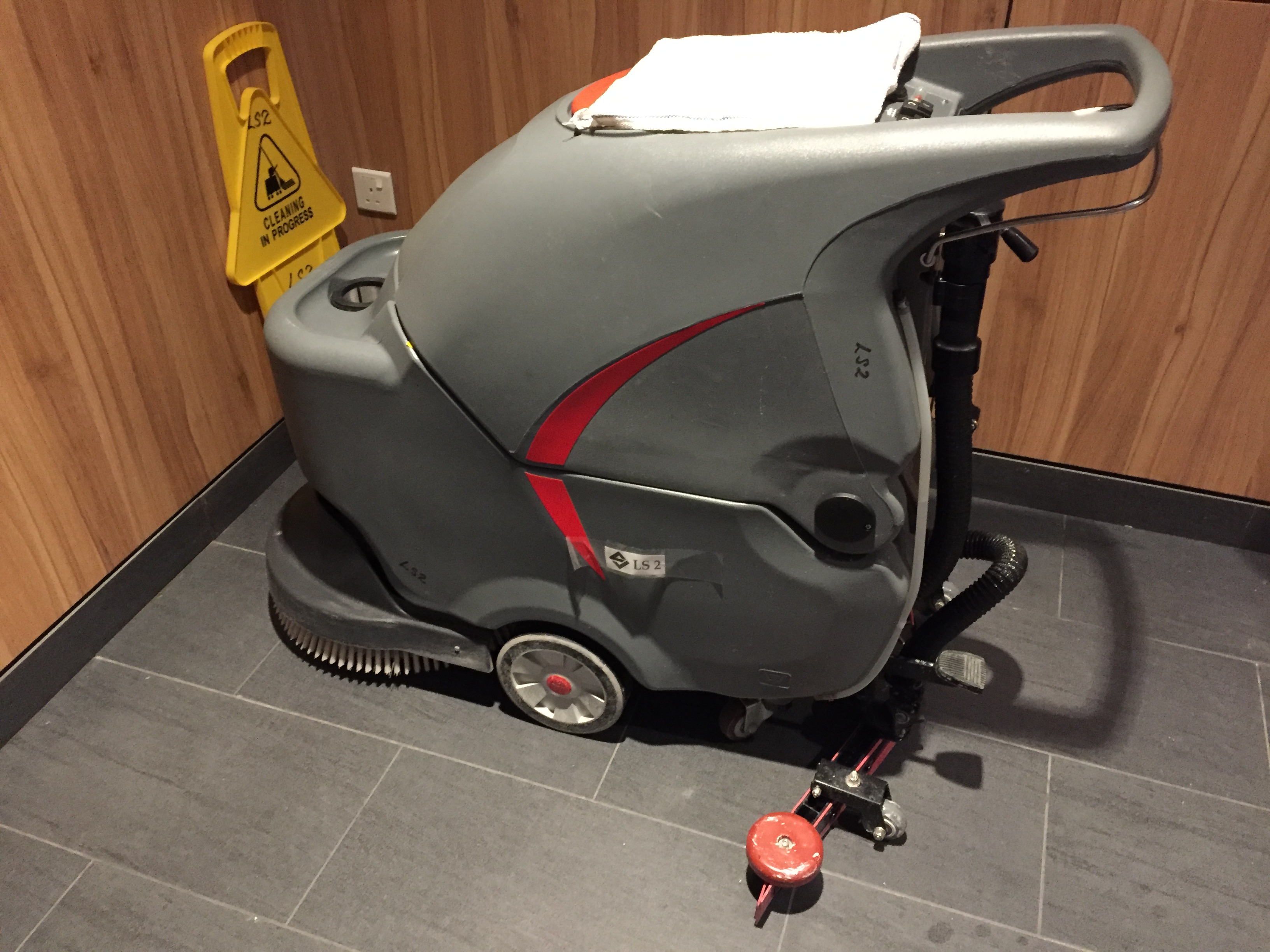

En städmaskin är ett motordrivet hjälpmedel för rengöring av golv. De vanligast förekommande är en kombination av roterande borstar och en vattensug. De finns i storlekar från 45 cm upp till 180 cm där de större har plats för förare. De drivs oftast av batteri men även kabeldrivna enheter förekommer.
Med hjälp av en städmaskin kan industrilokaler, varuhus och större kontorslandskap städas på mycket kortare tid än vid manuell städning. Med en hastighet på upp till 5 m/s och en bredd på 180 cm sopar, skurar och skrapar man ett område på 20 000 m² på några timmar. Maskinen kan dock inte komma åt under och bakom saker men en person bukar gå före för att flytta ut skräpet till mitten så maskinen kan ta upp det. Maskiner utan sopaggregat klarar inte glasspinnar, chipspåsar, ölburkar och liknande.
Ytorna som en städmaskin ska betjäna bör vara ganska stora för att den ska löna sig. Man räknar med att maskinen skall ha arbete minst 1,5 timmar dagligen innan det lönar sig att byta från manuell till maskinell städning. Själva kroppen av maskinen består av renvattentank, smutsvattentank och maskinrum. I maskinrummet finns en kraftig sugmotor för smutsvatten och batteri. I förekommande fall finns också ett säte för föraren. På en modern maskin är samtliga reglage för borstar, rondeller och gummiblad elektriska men på äldre och de minsta maskinerna regleras allt med handkraft.

## Tillverkare
- American Cleaning Machines
- American Lincoln
- Comac
- Factory Cat
- Fimap
- Hako
- Kärcher
- Nilfisk-Advance
- Numatic
- Taski
- Tennant
- Wetrok